# Scorpius X-1
Scorpius X-1 (Sco X-1, Skorpion X-1) – źródło promieniowania rentgenowskiego, odległe od Ziemi o około 9100 lat świetlnych. Nie licząc Słońca, jest to najjaśniejsze źródło rentgenowskie na naszym niebie: jego moc promieniowania wynosi 2,3×1031 W, co stanowi ponad 60 tysięcy razy więcej niż moc promieniowania Słońca. Źródło zostało odkryte w roku 1962 przez zespół pod kierunkiem Riccardo Giacconiego z Cambridge. Obserwacje wykonał detektor rentgenowski wystrzelony na pokładzie rakiety Aerobee, który miał za zadanie zbadać emisję rentgenowską Księżyca. Skorpion X-1 został pierwszym odkrytym źródłem rentgenowskim znajdującym się poza Układem Słonecznym w gwiazdozbiorze Skorpiona. Po raz pierwszy zaobserwowany wizualnie w 1966. Kolejne obserwacje pozwoliły na zidentyfikowanie optycznego odpowiednika tego źródła jako słabej gwiazdy zmiennej (V818 Scorpii).
Sco X-1 wykazuje regularne zmiany jasności o amplitudzie do 1m i okresie około 18,9 godzin. Są one związane z zaćmieniami źródła przez gwiazdę towarzyszącą. Samo źródło rentgenowskie jest gwiazdą neutronową, otoczoną przez dysk akrecyjny zbudowany z materii pochodzącej od towarzysza.
Układ jest klasyfikowany jako małomasywny rentgenowski układ podwójny. Masa gwiazdy neutronowej wynosi około 1,4 masy Słońca, podczas gdy towarzysz ma masę równą jedynie 0,42 masy Słońca. Ze względu na obecność relatywistycznych dżetów układ ten jest też zaliczany do mikrokwazarów.